# Tillandsia aeranthos
Tillandsia aeranthos, ou cravo-do-ar, é uma planta epífita do género Tillandsia e da família das bromeliáceas. Na natureza encontram-se nos bosques e montanhas da Argentina, Brasil, Equador, Paraguai e Uruguai.[carece de fontes?]

## Cultivares
- Tillandsia 'Bergos'[3]
- Tillandsia 'Bob Whitman'[3]
- Tillandsia 'Cooroy'[3]
- Tillandsia 'Ed Doherty'[3]
- Tillandsia 'Eureka'[3]
- Tillandsia 'Flamingoes'[3]
- Tillandsia 'Kayjay'[3]
- Tillandsia 'Mariposa'[3]
- Tillandsia 'Nez Misso'[3]
- Tillandsia 'Noosa'[3]
- Tillandsia 'Oboe'[3]
- Tillandsia 'Oliver Twist'[3]
- Tillandsia 'Purple Giant'[3]
- Tillandsia 'Tropic Skye'[3]
- Tillandsia 'Veronica's Mariposa'[3]
- Tillandsia 'Winner's Circle'[3]